# Molophilus iyouta
Molophilus iyouta là một loài ruồi trong họ Limoniidae. Chúng phân bố ở miền Australasia.